# Nisterau
Nisterau è un comune di 820 abitanti della Renania-Palatinato, in Germania.

## Geografia fisica
Appartiene al circondario (Landkreis) del Westerwaldkreis (targa WW) ed è parte della comunità amministrativa (Verbandsgemeinde) di Bad Marienberg (Westerwald). La comunità si trova nel Westerwald tra il Limburgo e Siegen. Possiede due quartieri Bach and Pfuhl.

## Storia
Risale al 1300 d.C. la prima menzione documentata di Pfuhl, mentre la prima volta in cui viene ricordato Bach è il 1416 d.C. Un tempo costituivano due entità separate, ma sono state unite il 1º marzo 1969.

## Infrastrutture e trasporti
Corre proprio vicino alla comunità la strada statale 414, che porta da Driedorf-Hohenroth a Hachenburg. Lo svincolo autostradale più vicino è Haiger/Burbach sulla A 45 (Dortmund-Hanau), a circa 20 km di distanza. La fermata InterCityExpress più vicina è la stazione ferroviaria di Montabaur sulla linea ferroviaria ad alta velocità Colonia-Francoforte.